# 목홍

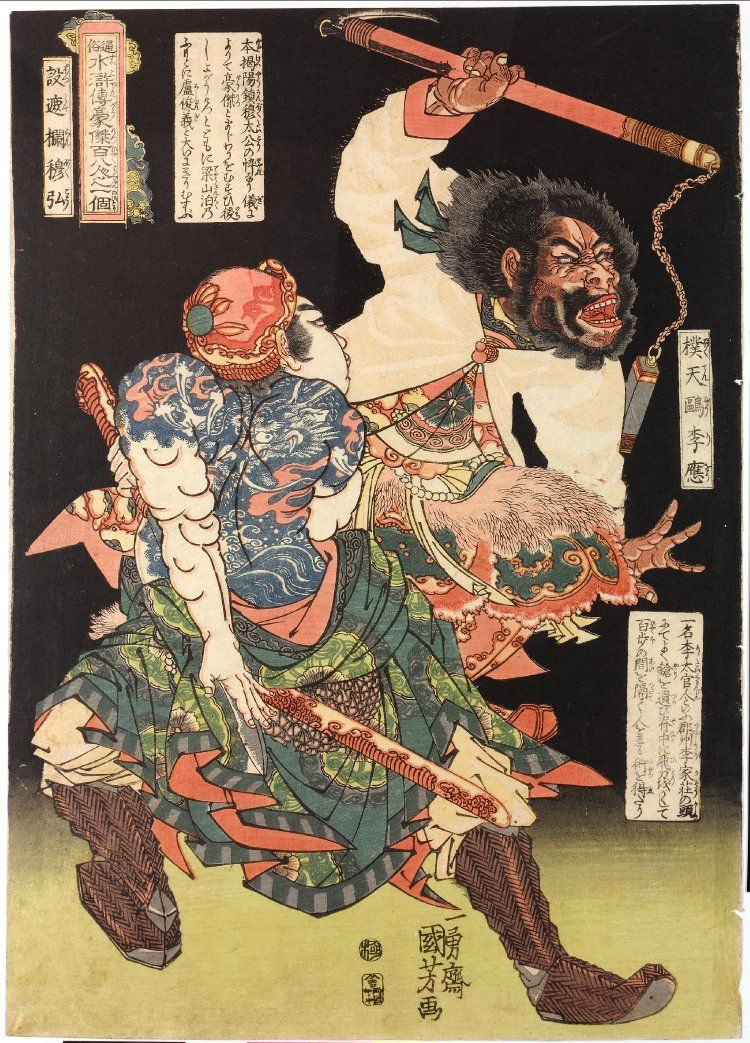
우타가와 구니요시가 그린 목홍 우키요에

목홍(중국어 정체자: 穆弘 무훙[*])은 중국의 사대기서 중 하나인 《수호전》에 등장하는 인물로, 108성 중 24위이자 천강성(天罡星)의 천구성(天究星)에 해당한다. 목춘의 친형이다. 풍채가 좋은 체격에 눈은 가늘고 눈썹은 얇은 위압감 있는 외모로 게양진 일대에서 활개를 치고 있었다. 한번 화를 내면 멈출 수 없는 난동꾼이고, 싸우면 상대방이 죽을 때까지 용서하지 않는다. 이 때문에 게양진 일대에서 목홍을 말릴 수 없다며 별호가 몰차란(沒遮欄)이다. 게양진의 이준, 장횡과는 영역을 넘나드는 형제지간이다.

## 생애
목홍은 게양진의 보정인 목태공의 아들로 건달들을 모아 게양진 일대를 지배하에 두고 수금을 거두거나 도박장을 마련하는 등 기승을 부렸다. 어느 날 밤에 동생 목춘의 체면을 구긴 유배인을 응징하려 쫓는데, 그 유배인이 천하에 이름난 송강이라고 이준으로부터 듣고 동생 목춘과 송강에게 결례를 사과하고 환대했다. 이후 유배지인 강주에서 송강이 감옥 관리인 대종과 함께 처형당할 위기에 처해 있다고 들은 목홍은 두 사람을 구출하기 위해 이준, 장횡 등과 졸개를 이끌고 장강을 내려갔다. 형장에 이르자 두 사람은 이미 양산박의 조개 등에게 구출되어 있었기 때문에 이준 등은 관리들에게 쫓기는 이들을 배에 태우고 목홍의 저택으로 돌아갔다. 목홍 등은 그대로 양산박에 합류하게 되어 저택에 불을 지르고 아버지를 비롯한 가족들을 데리고 양산박으로 올라갔다. 양산박 입산 후에는 축가장 전투에 출진하여 축가의 차남 축호와 호각을 벌였다. 그 후 유당과 함께 양산박 남쪽의 제3 관문 수비를 담당하였고, 이후의 전투에도 대부분 참여하였다.
108명이 양산박에 모인 후에는 마군 팔호기 겸 선봉사의 말석이 되어 이규와 북쪽 관문을 수비. 송강이 개봉의 정월 초저녁 등잔 구경을 떠날 때는 사진 등과 함께 호위를 맡았다. 또 기장현에 들러 놀던 이규를 끌고 양산박에 돌아갔다. 조정 귀순에는 반대파로 나서기도 하였으나, 조정으로 귀순한 후에도 계속 활약 했다. 방랍의 난에서는 항주성 내에서 유행하던 병에 걸렸다. 이후 항주에 머물렀으나 끝내 차도를 보이지 못하고 사망하였다.

## 대중 문화
영상 매체에서 목홍을 연기한 배우는 다음과 같다.
- 왕융취안: 드라마 《수호전》(1998)
- 쑨샤오페이: 드라마  《수호전》(2011)